# Jonas Rouhi
Jonas Rouhi, né le 7 janvier 2004 à Botkyrka en Suède, est un footballeur suédois qui évolue au poste d'arrière gauche à la Juventus FC.

## Biographie

### En club
Né à Botkyrka en Suède, d'un père marocain et d'une mère suédoise ayant des origines polonaises, Jonas Rouhi commence le football au Tullinge TP, puis il est formé par l'Hammarby IF et l'IF Brommapojkarna, avant de rejoindre la Juventus FC en 2020 après avoir effectué un essai concluant avec le club italien.
Rouhi fait sa première apparition avec l'équipe première de la Juventus le 26 août 2024, lors d'une rencontre de championnat face au Hellas Vérone. Il entre en jeu à la place de Juan Cabal et voit son équipe s'imposer par trois buts à zéro.
Le 22 octobre 2024, il joue son premier match en Ligue des Champions en entrant en jeu face au VfB Stuttgart. Son équipe est battue par un but à zéro ce jour-là.

### En sélection
Jonas Rouhi représente la Suède en sélection. Il commence avec les moins de 15 ans, jouant quatre matchs et marquant un but en 2019.
Il fait également trois apparitions avec les moins de 20 ans, tous en 2023 et dont deux en tant que titulaire.
Jonas Rouhi joue son premier match avec l'équipe de Suède espoirs le 22 mars 2024 contre Chypre. Il entre en jeu à la place de Joe Mendes et son équipe s'impose par six buts à un,.